# Єгоров Ігор Юрійович
Єгоров Ігор Юрійович (3 червня 1958) — український економіст, доктор економічних наук, заступник директора Державної установи «Інститут економіки та прогнозування НАН України», завідувач відділу інноваційної політики, економіки і організації високих технологій, член-кореспондент Національної академії наук України.
До 2013 року — завідувач відділу системних досліджень науково-технологічного потенціалу Центру досліджень науково-технічного потенціалу та історії науки ім. Г. М. Доброва НАН України.
30 травня 2017 року затверджений членом Наукового комітету Національної ради України з питань розвитку науки і технологій при Кабінеті Міністрів України.

## Науковий доробок
Докторська дисертація (2006): «Стан і перспективи розвитку наукового потенціалу України в контексті теорії технологічної динаміки [Архівовано 6 березня 2016 у Wayback Machine.]».
Член редколегій міжнародного наукових журналів:
- «Наука та наукознавство»
- «Економіка і прогнозування»
- «Проблеми науки [Архівовано 19 жовтня 2016 у Wayback Machine.]».

Член спеціалізованих рад по захисту десиртацій за спеціальністю — 08.00.03 «Економіка та управління національним господарством» у ЦДПІН ім. Г. М. Доброва НАН України та Науково-дослідному економічному інституті (НДЕІ) Міністерства економічного розвитку і торгівлі України.
Член вченої ради ДП «Науково-технічного комплексу статистичних досліджень».
Експерт проекту ЄС «Вдосконалення стратегій, політики та регулювання інновацій в Україні».
Експерт Європейська економічна комісія ООН для Європи, консультант (експерт) Статистичного інституту ЮНЕСКО [Архівовано 18 січня 2012 у Wayback Machine.] та член виконавчого комітету міжнародної організації дослідників з країн Центральної Європи «Будапештський форум».
Член Європейської асоціації з еволюційної економіки (ЕАЕРЕ) та Європейської асоціації досліджень науки і технологій [Архівовано 28 лютого 2021 у Wayback Machine.] (EASST).

### Монографії
- Єгоров, І.Ю. (2001), Розвиток науки в США в 90-х роках: тенденції, досягнення, проблеми, К.: ЦДПІН НАНУ.
- Егоров, И.Ю. (2006), Наука и инновации в процессах социально-экономического развития, К.: ЦИПИН НАНУ.
- Єгоров, І.Ю.; Жукович, І.А.; Рижкова, Ю.О.; Пугачова, М.В. (2006), Науково-технічна та інноваційна діяльність в Україні у контексті євроінтеграційних процесів, К.: ІВЦ Держкомстату України.
- Єгоров, І.Ю.; Жукович, І.А.; Рижкова, Ю.О. (2010), Науковий та інноваційний потенціал України у міжнародних статистичних порівняннях, К.: Інформ.-аналіт. агентство.

### Розділи у монографіях
- Conversion in Ukraine: some results and problems // The End of Military Fordism: Restructuring the the Global Military Sector / edited by Mary Kaldor[en] ; United Nation University. — Chapter 9. — London, 1998. — P. 196—215.
- Yegorov I. Ucrania: desarrollo económico inestable e integración en la Unión Europea / Igor Yegorov // Unión Europea y agenda estratégica: una visión desde el centro y el este del continente / Fernando Alonso, Wladimir Andreff, Fernando Luengo (eds.). — Madrid: Entimema, 2010. — P. 169—192.

### Статті
- Egorov, Igor (1995), The transformation of R&D potential in Ukraine, Europe-Asia Studies, 47 (4): 651—668. {{citation}}: Зовнішнє посилання в |journal= (довідка)
- Egorov, Igor (1996), Trends in Transforming R&D in Russia and Ukraine in Early 1990s, Science and Public Policy, 23 (4): 202—214, архів оригіналу за 14 вересня 2013, процитовано 14 вересня 2013. {{citation}}: Зовнішнє посилання в |journal= (довідка)
- Yegorov, Igor; Kubielas, Stanislaw (2002), Strategic alliances and technology transfer in Central and Eastern Europe, Science and Public Policy, 27 (4): 265—273, архів оригіналу за 4 квітня 2012, процитовано 11 вересня 2013. {{citation}}: Зовнішнє посилання в |journal= (довідка)
- Egorov, Igor (2002), Perspectives on the Scientific Systems of the Post-Soviet States: A Pessimistic View, Prometheus: Critical Studies in Innovation, 20 (1): 59—73. {{citation}}: Зовнішнє посилання в |journal= (довідка)
- Yegorov, Igor (2009), Post-Soviet science: Difficulties in the transformation of the R&D systems in Russia and Ukraine, Research Policy, 38 (4): 600—609, архів оригіналу за 24 вересня 2015, процитовано 11 вересня 2013. {{citation}}: Зовнішнє посилання в |journal= (довідка)
- Yegorov, Igor; Smallbone, David; Welter, Friederike; Voytovich, Artem (2010), Government and entrepreneurship in transition economies: the case of small firms in business services in Ukraine, The Service Industries Journal, 30 (5): 655—670, архів оригіналу за 21 січня 2022, процитовано 11 вересня 2013. {{citation}}: Зовнішнє посилання в |journal= (довідка)